# Громадське свято (Канада)
Громадське свято (англ. Civic Holiday, фр. Congé civique) — державне свято у Канаді, яке святкується у перший понеділок серпня. Його початкове призначення — додатковий літній день відпочинку. Особливістю свята є те, що у провінціях та містах місцева влада надає цьому дню свою назву, пов'язану з історією місцевости.

## Історія
Вперше свято було запроваджене у Торонто. Місцева влада оголосила свято середини літа, як день відпочинку. У 1875 році перший понеділок серпня був визнаний вихідним днем. У 1969 році свято отримало назву «День Сімко», на честь Джона Грейвза Сімко — першого лейтенант-губернатора Верхньої Канади, який заснував місто Йорк (нині Торонто).

## Свято в регіонах Канади
В інших провінціях та містах країни свято має різні назви:
- в Альберті — День спадщини. Був проголошений святом у 1974 році[5].
- в Новій Шотландії — День народження Нової Шотландії. В цей день федеральні працівники отримують вихідний; муніципальні служби приймають щодо цього власні рішення[6].
- в Манітобі — День Террі Фокса — на честь найвизначнішого спортсмена, кавалера Ордену Канади, який народився у Вінніпезі, провінції Манітоба[7].
- в Оттаві свято має назву День полковника Бая — на честь полковника Джона Бая, який у 1826 році заснував місто Байтаун, котре у 1855 році було перейменовано на Оттаву[8].

Також свято відоме як:
- День Британської Колумбії у провінції Британська Колумбія[9];

- День Нью-Брансвіка у провінції Нью-Брансвік[10][11];

- День Саскачевану у провінції Саскачеван[12];

- День Джозефа Бранта у Берлінгтоні, на честь вождя ірокезів, святкується з 1980 року[13];

- День Засновників у Брентфорді, святкується з 1982 року[13];

- День Маклафіна в Ошаві, святкується з 1983 року[14];

- День Олександра Маккензі у Сарнії, визначений як святковий з 1998 року на честь другого прем'єр-міністра Канади  у 1873—1878 роках[15];

- День Джеймса Кокберна у Кобурзі, визначений як святковий з 1999 року на честь одного з засновників Конфедерації у 1861—1867 роках[16];

- День Джона Голта у Гвельфі, визначений як святковий з 2006 року на честь шотландського письменника, який заснував місто у 1827 році[17].